# Pinkpop
Pinkpop is een jaarlijks, driedaags popfestival in Landgraaf, dat sinds 1970 normaal gesproken in het weekeinde van Pinksteren plaatsvindt.
Het festival duurt sinds 1996 drie dagen en trekt per dag tienduizenden bezoekers. In 2024 hadden er duizend artiesten en bands opgetreden.
Pinkpop is het langstlopende jaarlijkse popfestival ter wereld. Het festival is een aantal keren van locatie gewisseld. In principe wordt het evenement sinds 2008 in elk jaar waarin Pinksteren vroeg valt, niet met Pinksteren gehouden, maar in een ander weekend, dat in of dichter bij de maand juni ligt. De reden hiervoor is dat Pinksteren anders te ver van andere Europese festivals zou liggen en er dan niet veel bands op tournee zijn in Europa. Met als gevolg dat er in het Pinksterweekend te weinig bands zouden kunnen optreden. Hiermee had het evenement een slechte ervaring in 2005.

## Opzet

### Dagindeling
Pinkpop is sinds 1996 een driedaags festival. Het speelt zich af op de zaterdag, zondag en Pinkstermaandag. De maandag, Tweede Pinksterdag, is traditioneel de dag waarop de meeste en bekendste bands optreden. In jaren waarin het festival niet in het Pinksterweekend wordt gehouden, speelt het zich af op vrijdag, zaterdag en zondag en komen de meeste en bekendste bands op zondag. Maandag is dan immers geen vrije dag. De zaterdag en zondag van het festival waren tot de editie van 2005 alleen te bezoeken met een kaart voor alle drie de dagen, waarmee men ook recht had op een plaats op de camping van het festival, of een Pinkstermaandag-dagkaart. Sinds de editie van 2006 is het mogelijk om afzonderlijke dagkaarten te kopen voor zaterdag of zondag (indien Pinkpop niet met Pinksteren plaatsvindt voor vrijdag en zaterdag).

### Podia
Pinkpop telt vier podia: De South Stage (voorheen Zuidpodium en Mainstage), het belangrijkste podium met de meeste ruimte voor het publiek. Hier staan de grootste acts op geprogrammeerd. Hier tegenover, aan de andere kant van het terrein, staat de North Stage (voorheen 3FM Stage, Noordpodium en IBA Parkstad Stage). Achter de North Stage staat de Tent Stage (voorheen Brand Bier Stage, Converse Stage, 3FM-tent, Brightlands Stage of gewoon kortweg tent). Dit indoorpodium, een roze tent, is beduidend kleiner en intiemer. In 2014 werd een vierde podium toegevoegd, Stage 4, op de plek waar voorheen de Openlucht Bioscoop en de Festivalmarkt waren gevestigd. Dit podium biedt plaats aan artiesten waarvan de organisatie van Pinkpop denkt dat zij over enkele jaren een mainstage-waardige act zijn.

### Recente edities
Op 1 juni 2019 is aangekondigd dat Pinkpop vanaf 2020 t/m 2029 niet met Pinksteren zal plaatsvinden. Met als reden dat Pinksteren in dit decennium te vroeg in het jaar valt (eind mei, begin juni) en dat Pinkpop dan te veel concurrentie uit Amerika zal ondervinden. Pinkpop vindt daarom in deze jaren steeds in het tweede of derde weekend van juni plaats.
| Editie | Pinksteren      | Pinkpop                        |
| ------ | --------------- | ------------------------------ |
| 2020   | 31 mei - 1 juni | afgelast wegens coronapandemie |
| 2021   | 23 - 24 mei     | afgelast wegens coronapandemie |
| 2022   | 5 - 6 juni      | 17 - 19 juni                   |
| 2023   | 28 - 29 mei     | 16 - 18 juni                   |
| 2024   | 19 - 20 mei     | 21 - 23 juni                   |
| 2025   | 8 - 9 juni      | 20 - 22 juni                   |
| 2026   | 24 - 25 mei     | 19 - 21 juni                   |

## Geschiedenis

### Oprichting en groei

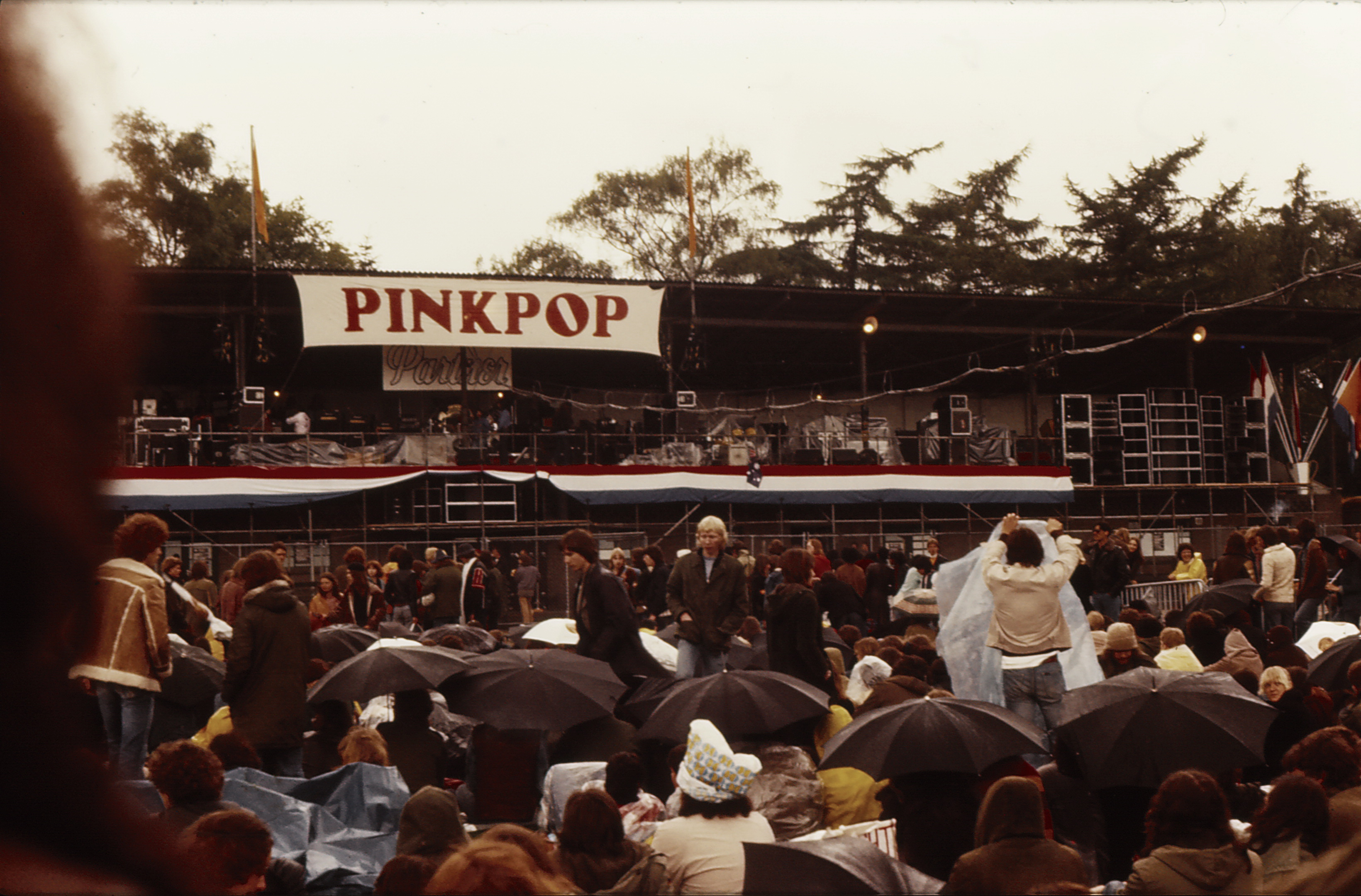
Pinkpop in 1978

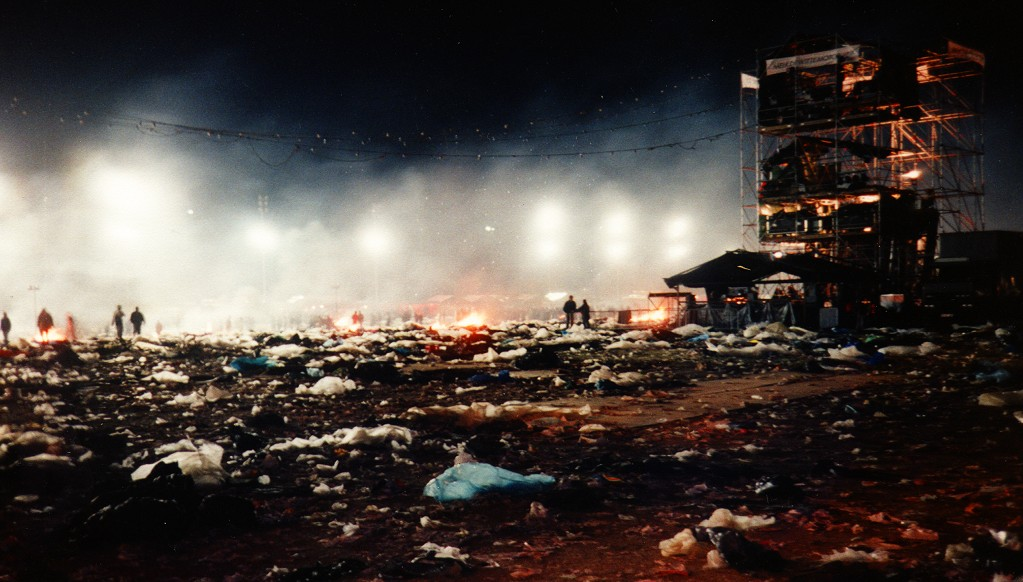
Het Pinkpopterrein nadat het publiek is vertrokken (1993)

Hans van Beers, Wim Wennekes, Jan Smeets en Frits van Reysen zijn de oprichters van Pinkpop. In 1969 werd een popfestival georganiseerd door Hans van Beers en Wim Wennekes op de Gulperberg. Het oorspronkelijke plan, een talentenjacht, werd al gauw verlaten. Het evenement werd een heus lokaal popfestival waar voornamelijk Limburgse bands optraden en de bezoekers hun eigen etenswaren meebrachten. De opzet van het evenement in combinatie met de datum waarop het plaatsvond (Tweede Pinksterdag, 26 mei 1969) leidde tot de naam Pinknick.
Een jaar later werd het evenement groter aangepakt. Het begon ermee dat Jan Smeets en Frits van Reysen graag een internationale artiest naar Limburg wilden halen. De keuze viel op Melanie. Dat concert ging niet door wegens ziekte van Melanie. De eerdergenoemde vier, die de koppen bij elkaar hadden gestoken, besloten als alternatief om een tweede editie van Pinknick te organiseren, nu groter opgezet en op een andere locatie: het Burgemeester Damen Sportpark in Geleen. De naam werd veranderd in 'Pinkpop'. In mei 1970 vond de eerste editie van Pinkpop plaats. In 1971 werd Wim Claessen gevraagd door Frits van Reysen om toe te treden tot de organisatie.
In 1976 was het festival voor het eerst uitverkocht. Ook de vijf daaropvolgende edities was dat het geval. In 1985 ging Pinkpop bijna failliet, maar Mojo redde het festival en verzorgt daarom vanaf 1986 de programmering.
Bij het 25-jarige jubileum in 1994 werd het festival omgevormd en kreeg het twee buitenpodia en één podium in een tent. Bovendien besloeg het evenement niet langer alleen de Pinkstermaandag, maar ook de voorafgaande zondag. Sinds 1996 duurt het festival drie dagen. In jaren waarin Pinkpop niet met Pinksteren plaatsvindt, duurt dit van vrijdag tot en met zondag omdat maandag dan geen vrije dag is.

### Recente geschiedenis
Op 11 augustus 2007 werd voor het eerst een Pinkpop Classic in Landgraaf georganiseerd. Op dit eendaagse festival traden artiesten op, die in het verleden op het gewone Pinkpopfestival hebben gespeeld. Het festival richt zich op een ouder rockpubliek. De eerste acts die organisator Mojo bevestigde, waren Steve Harley en de Limburgse Janse Bagge Bend. Deze laatste band is tevens de huisband van Pinkpop Classic. In 2011 werd Pinkpop Classic niet gehouden; in 2013 vond de zesde (en voorlopig laatste) editie van Pinkpop Classic plaats.
In 2008 vond Pinkpop voor het eerst niet in het Pinksterweekend plaats, maar drie weken later in het weekend van 30, 31 mei en 1 juni. Dit vanwege de vroege datum van Pinksteren dat jaar en de slechte ervaring in 2005. In 2010, 2013, 2015, 2016 en 2018 was dit opnieuw het geval. Ook Pinkpop 2020 en 2021 waren later gepland, maar moesten worden afgelast vanwege de coronapandemie. Dit gaf Jan Smeets de ruimte om na te denken en te besluiten dat het na 50 jaar organiseren 'tijd is om het stokje over te dragen'. Het vaste team blijft het festival organiseren in samenwerking met Mojo Concerts.Op Pinkstermaandag 2008 vond wel de tweede editie plaats van Pinkpop Classic, dat zich voornamelijk richtte op de Pinkpopgangers van vroeger, met artiesten die in de lange geschiedenis van Pinkpop reeds van de partij waren.  
In 2018 vond tijdens de laatste nacht een ernstig ongeval plaats. Door een aanrijding met een auto overleed een 35-jarige man uit Heerlen.

## Locaties
- Vanaf de start op 18 mei 1970 t/m 19 mei 1986 vond het festival zeventien keer plaats in Geleen.
- In 1987 week het festival één keer uit naar het Sportpark De Berckt in Baarlo vanwege een verbouwing van het sportpark in Geleen. Door protesten van omwonenden van het Geleense sportpark en de behoefte van de Pinkpoporganisatie om verder te groeien, keerde het festival niet terug naar Geleen.
- In 1988 vond het festival voor de eerste keer plaats op Megaland, de voormalige draf- en renbaan van de Limburgse plaats Schaesberg in de gemeente Landgraaf. Op 15 juni 2018 werd bekend dat Pinkpop tot en met 2040 zal worden georganiseerd op het Megaland terrein. De festivalorganisatie en de gemeente Landgraaf hadden een nieuw twintigjarig contract  ondertekend. Het lopende contract was tot en met 2020.

## Naam, logo en huisstijl

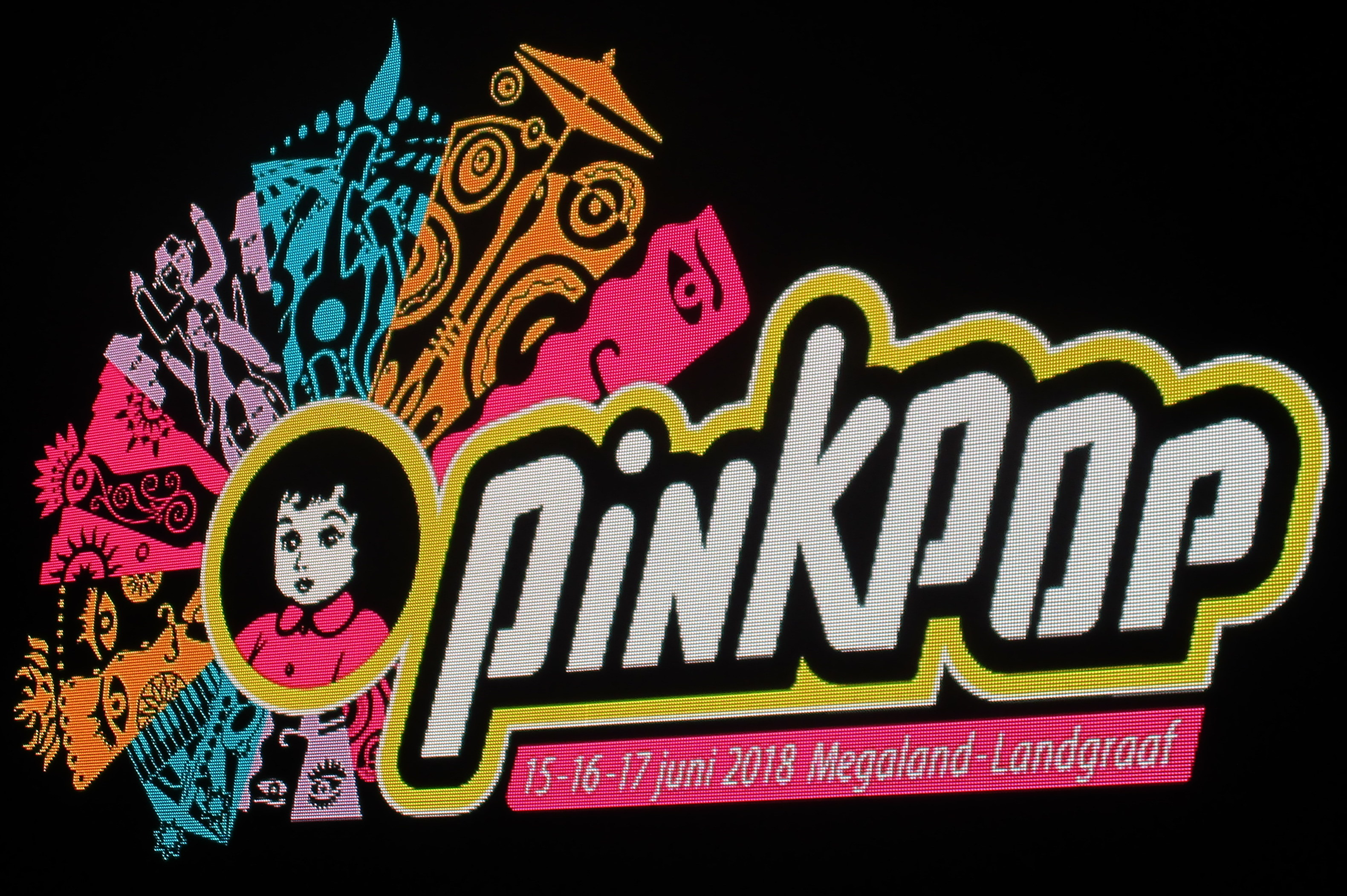
Pinkpop logo

De naam en het logo (een roze pop) van Pinkpop, verwijzen naar de combinatie van het Engelse woord pink (roze) met het Nederlandse pop. Pinkpop is zelf een samentrekking van de woorden Pinksteren en popmuziek (dit verwijst naar het feit dat het festival normaal gesproken in het Pinksterweekend plaatsvindt).
De kleur roze is voor Pinkpop iconisch. Veel bezoekers dragen het officiële roze Pinkpop-petje, roze kledingstukken of geheel roze outfits. De petjes worden in samenwerking met Amnesty International verkocht op het Megalandterrein.
De pop is ontworpen in 1973 door Bert Abell en in 1974 het officiële logo geworden. De pop bestond in eerste instantie uit een pop met de armpjes en beentjes naar voren gestoken en wijd zwart haar. In 1999 is het logo aangepast, waardoor het lichaam van de pop (met armpjes en beentjes) niet meer zichtbaar is.
Het logo voorheen bestond uit wit-zwarte letters met een geel-roze rand er omheen. Deze kleuren vormden tevens de huisstijl. Sinds 2022 is dit aangepast waardoor de huidige huisstijl uit de kleuren pastelgroen, roze en marineblauw bestaat. Ook het logo is sinds 2022 aangepast. Het nieuwe logo behelst dezelfde herkenbare pop, maar dan in de kleuren marineblauw en wit.

## Artiesten
In 2024 hadden er duizend verschillende artiesten op Pinkpop opgetreden. Van gevestigde namen tot onbekende artiesten die er hun doorbraak kenden, van lokale bandjes tot internationale grootheden en van pop, tot rock, dj's, metal en hiphop. Zo stonden The Police (1979) en U2 (1981) op Pinkpop aan het begin van hun carrière en stonden The Rolling Stones (2014) en Paul McCartney (2016) er pas in de nadagen van hun carrière. De grote verscheidenheid aan genres is te zien aan artiesten als Lionel Richie, Robbie Williams, Justin Bieber en Ed Sheeran (pop); Nothing but Thieves, Red Hot Chili Peppers, Bruce Springsteen en Foo Fighters (rock); ZZ Top, Simple Minds en Uriah Heep (classic rock); Pearl Jam, Soundgarden en Smashing Pumpkins (grunge); The Offspring, Green Day en NOFX (punk); Biohazard en Sick of It All (hardcore); Rammstein, Metallica, System of a Down en KoЯn (metal); Bruno Mars, N*E*R*D en Osdorp Posse (hiphop) en de dj's Tiësto, Avicii, Martin Garrix en Calvin Harris.
Enkele bekende Nederlandse artiesten op Pinkpop waren Doe Maar, Golden Earring, Herman Brood, BLØF, Anouk, Joost Klein, Acda en De Munnik en Froukje Veenstra. Bekende Belgische artiesten waren Raymond van het Groenewoud, Urbanus, Triggerfinger, K's Choice en Stromae. Onder de lokale artiesten vallen o.a. Rowwen Hèze, Janse Bagge Bend en Heideroosjes en ook enkele winnaars van Nu of Nooit zoals Gé Reinders braken dankzij Pinkpop door bij het grote publiek.
De artiest met de meeste optredens op Pinkpop is Anouk met in totaal acht keer, tussen 1998 en 2024. Krezip, Editors en The Script speelden zes keer op het festival. De volgende bands stonden allemaal reeds vijf keer op Pinkpop: Counting Crows, Faithless, Kaiser Chiefs, Live, Muse, Placebo, Rowwen Hèze, Triggerfinger, Queens of the Stone Age en White Lies. Ook Lenny Kravitz heeft vijf keer opgetreden op het festival.

### Nu of Nooit
Pinkpop werd van 1999 t/m 2019 elk jaar geopend door de winnende act van de jaarlijkse bandwedstrijd Nu of Nooit, voorheen De Grote Prijs van Limburg. Een van deze winnaars was Gé Reinders in 1986. De winnaars vanaf 1999 tot 2019 zijn:
- 1999: Right Direction
- 2000: Dead Punk Society
- 2001: Concubine
- 2002: Supergroover
- 2003: Liftid
- 2004: 37 STABWOUNDZ
- 2005: Mindfold
- 2006: Alize
- 2007: Viberider
- 2008: Sat2D
- 2009: Kings of the Day
- 2010: Sungrazer
- 2011: Madi
- 2012: Major Tom
- 2013: Christopher Green
- 2014: Les Djinns
- 2015: Jick Munro & The Amazing Laserbeams
- 2016: Storksky
- 2017: The Ten Bells
- 2018: Walden
- 2019: Mt. Atlas

Vanaf 2022 wordt het festival jaarlijks geopend door de winnaar van de Limburgse Popprijs:
- 2022: Elle Hollis
- 2023: Madoux

## Fotogalerij

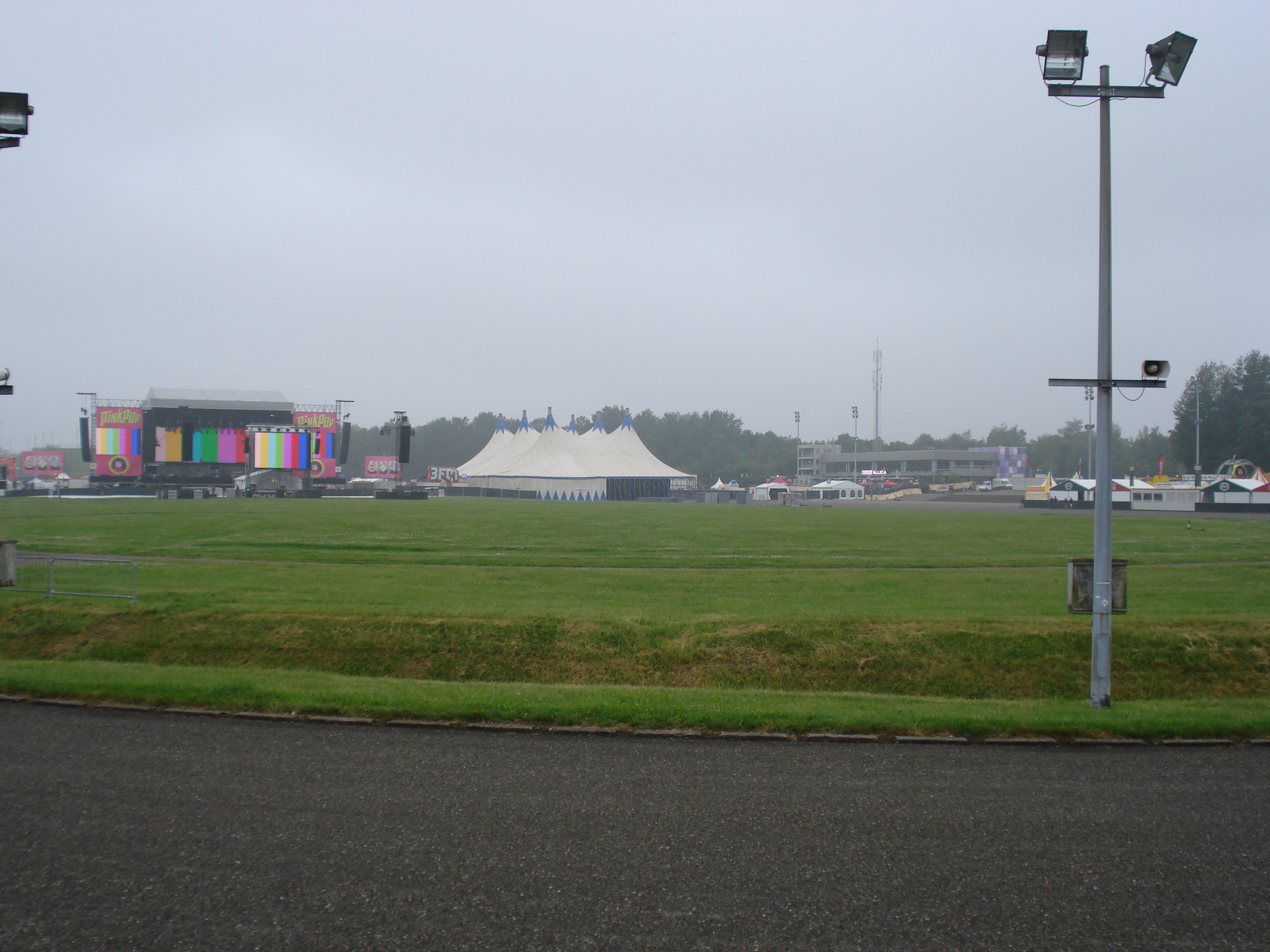
Pinkpop 2008, vrijdagochtend
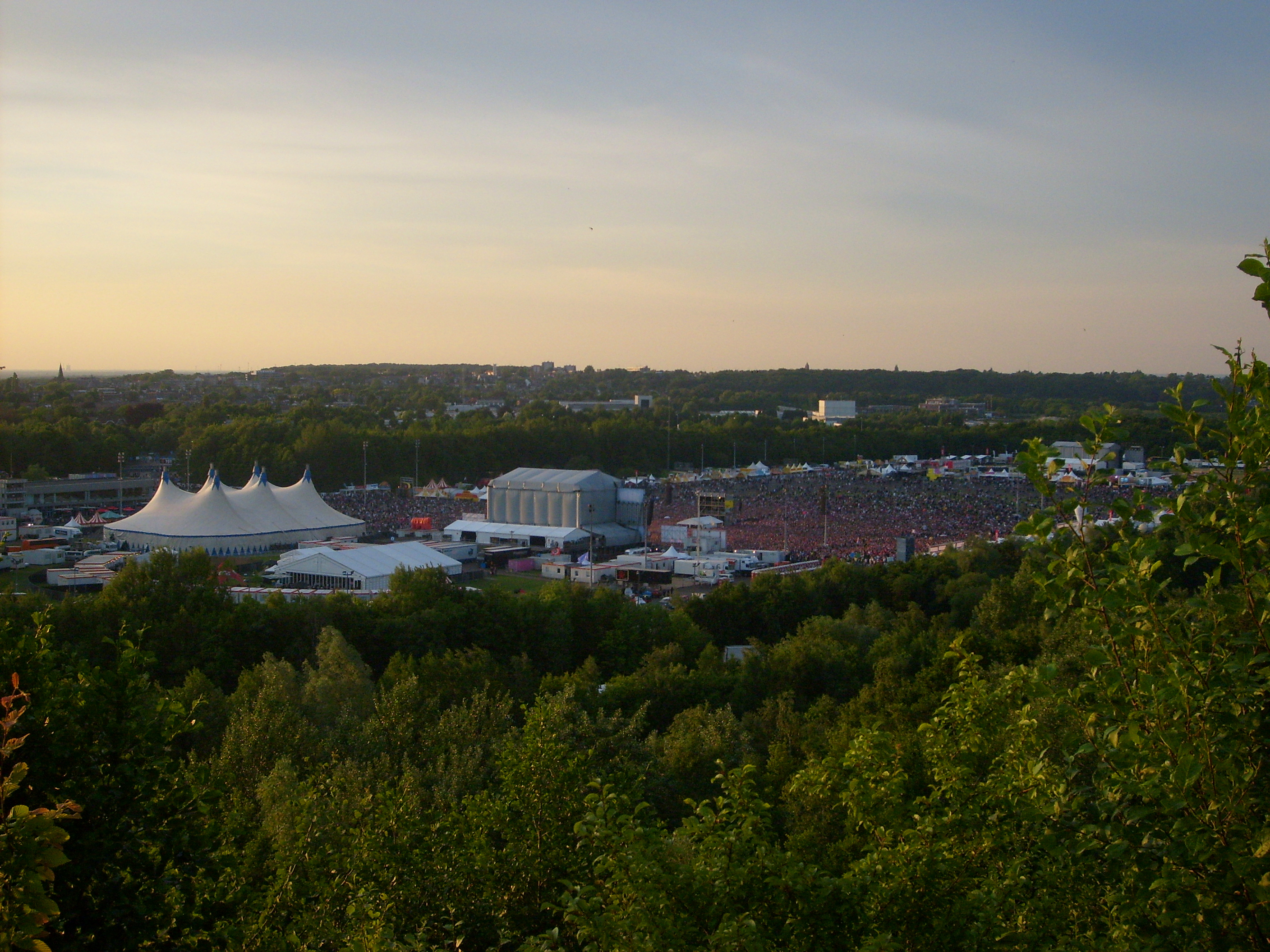
Pinkpop 2009
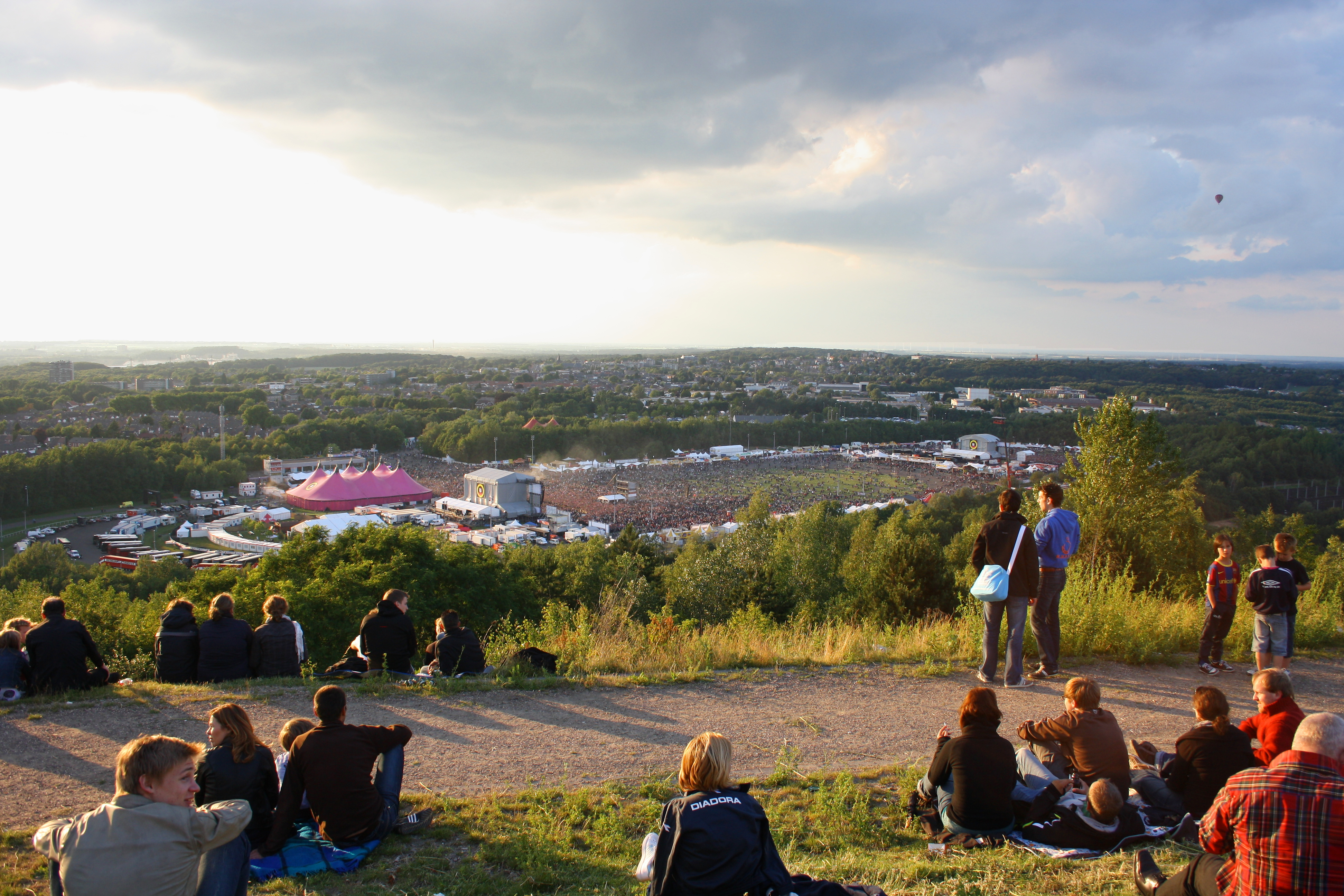
Pinkpop 2011, zaterdagavond
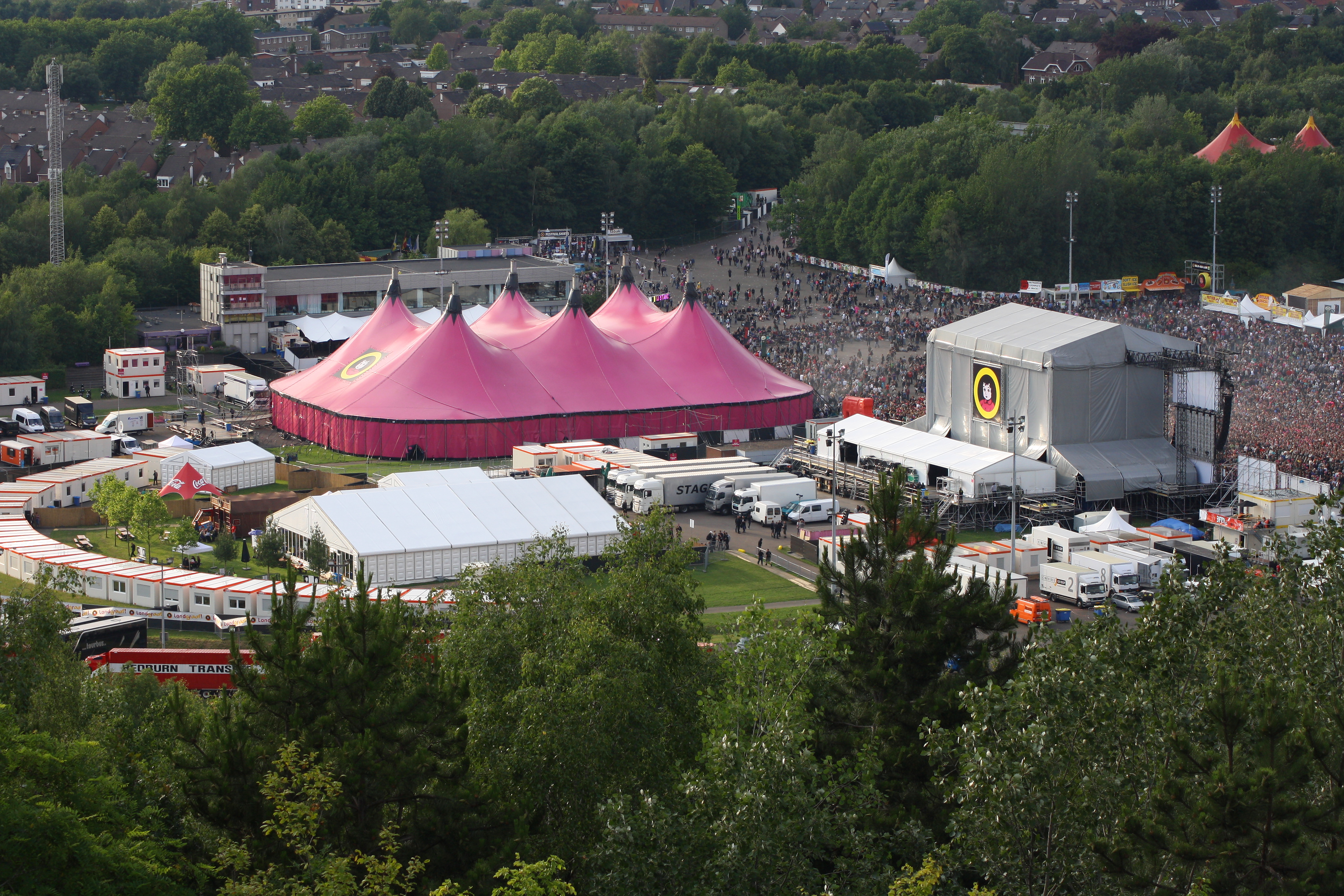
Tent en hoofdpodium (2011)
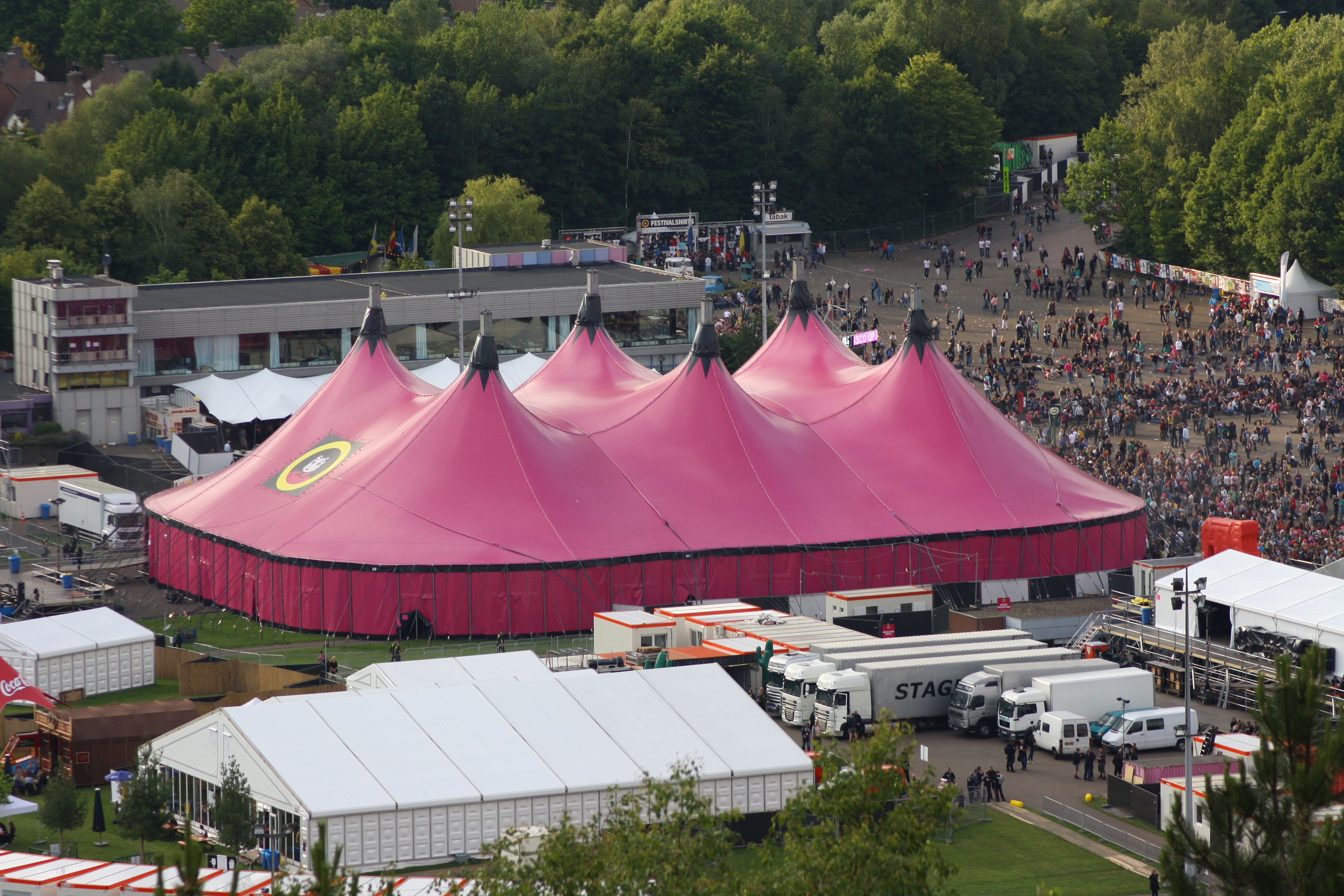
Tent en artiestentent (2011)
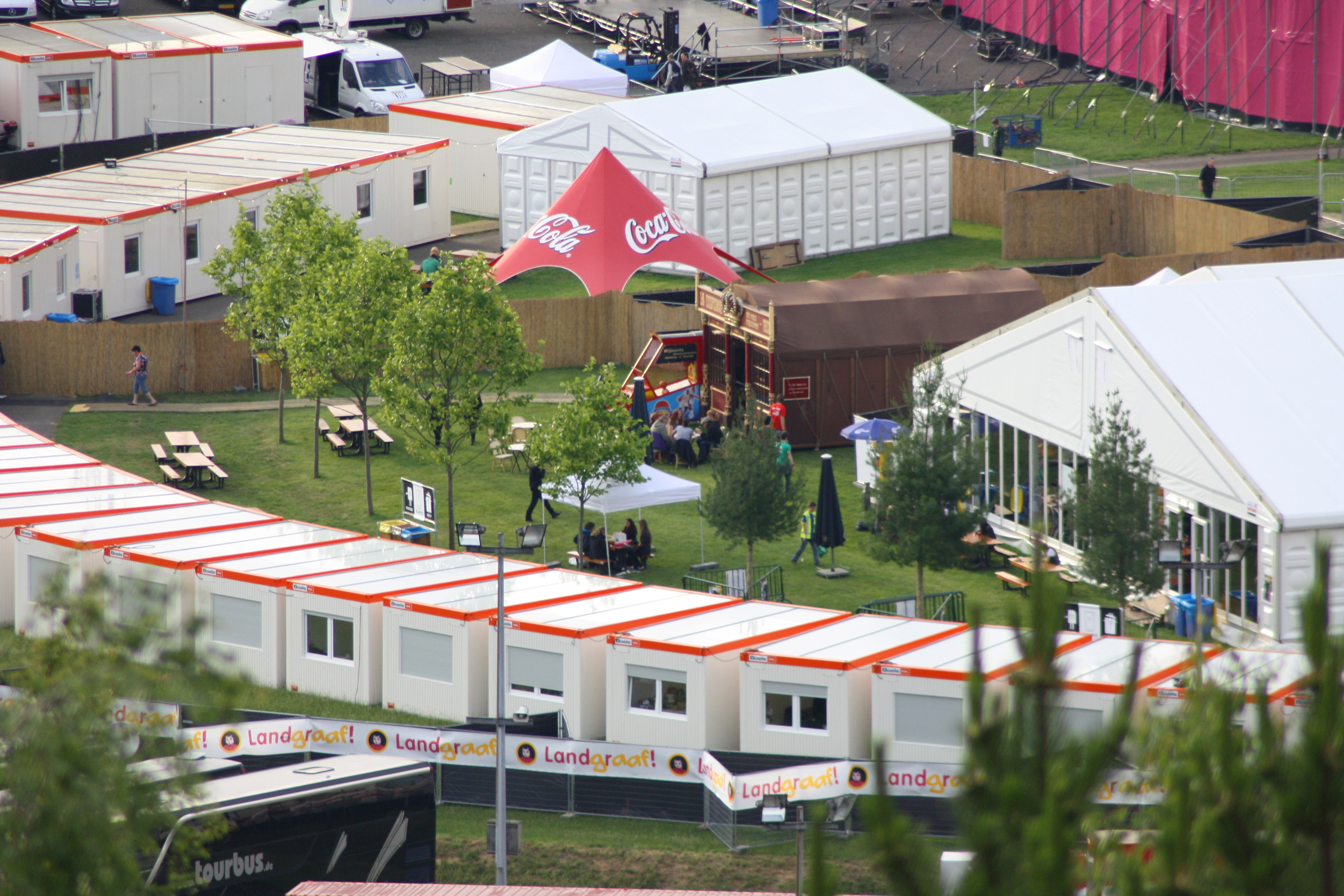
Backstage (2011)
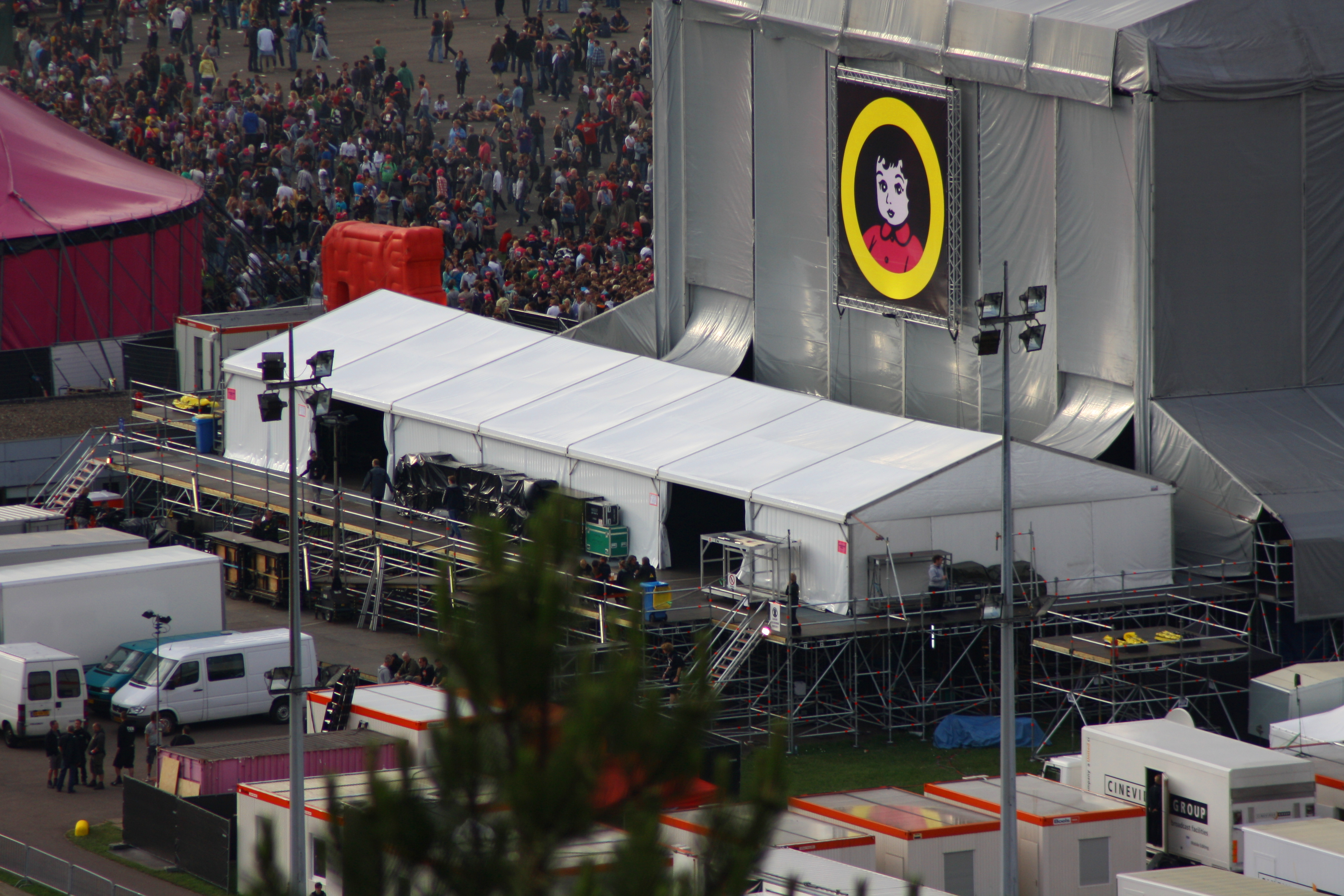
Ingang hoofdpodium (2011)
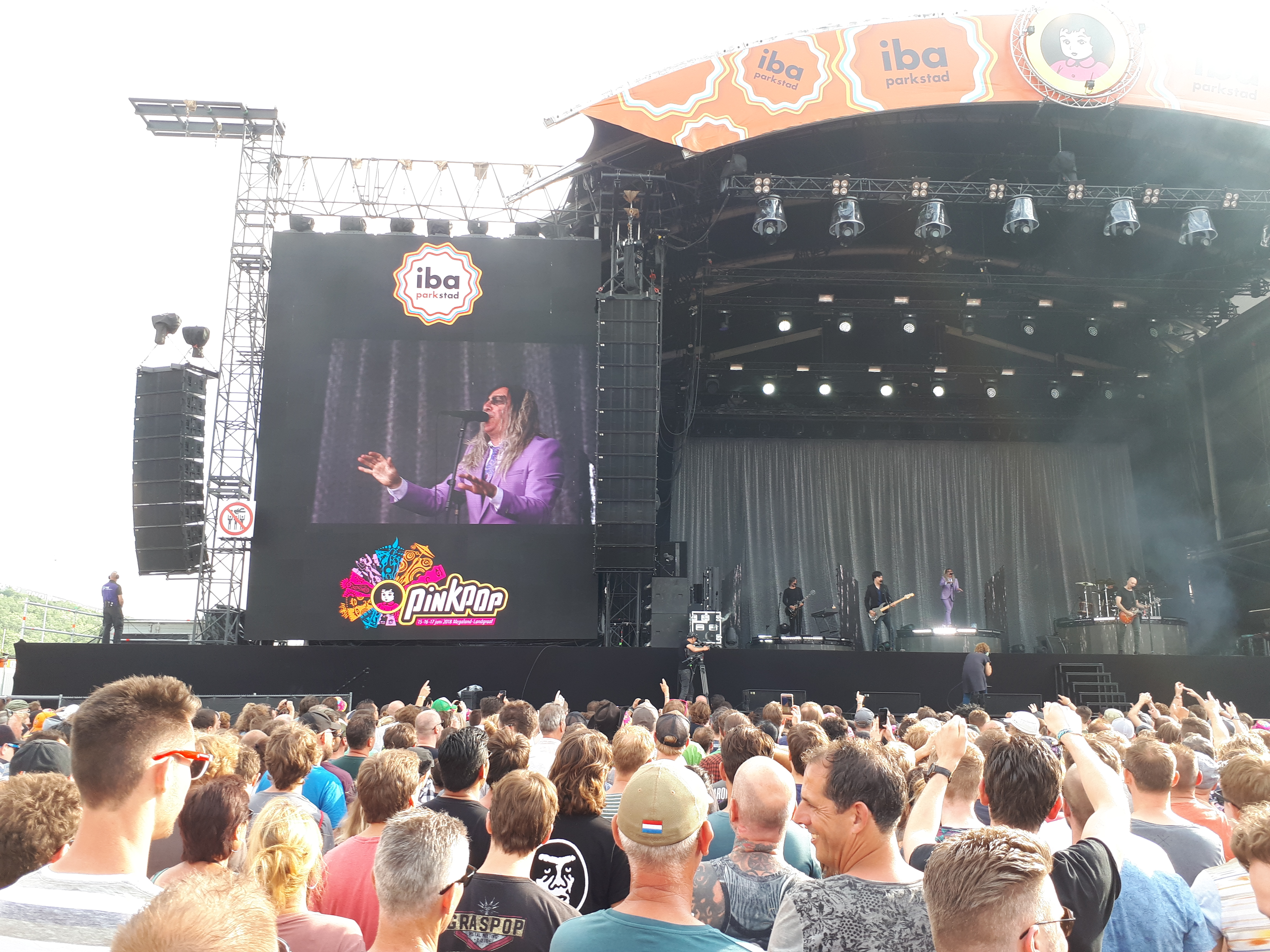
Pinkpop 2018, zaterdagmiddag

## Trivia

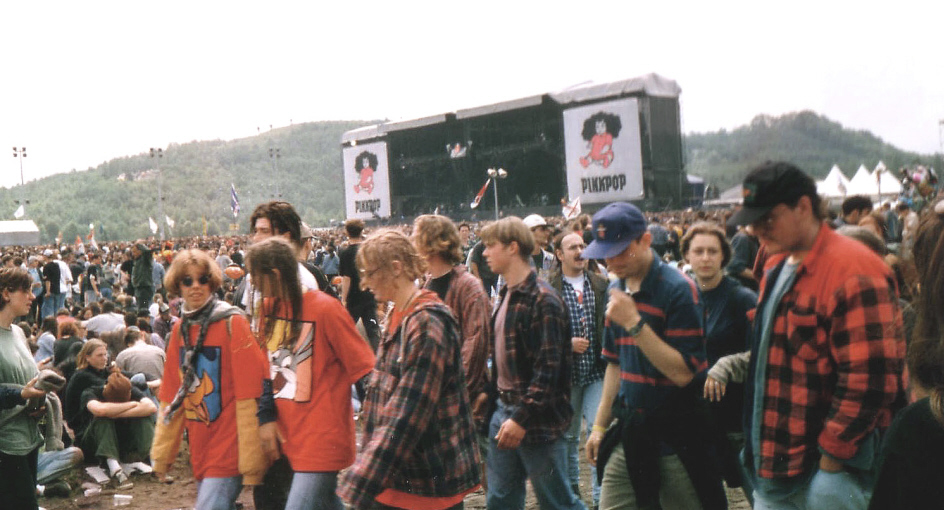
Pinkpop in de jaren 90

- Van 1978 tot en met 1986 was radio-dj John Peel presentator van het festival. Na zijn overlijden in oktober 2004 droeg de grote tent drie edities lang zijn naam.
- In 1979 was Mick Jagger aanwezig voor een gastoptreden bij Peter Tosh. Hij was het er niet mee eens dat er opnames gemaakt werden en hij ging het podium niet op, ondanks aandringen van Jan Smeets. Deze tiende editie vormde tevens de doorbraak van The Police.[7]
- Tijdens de verbouwing van het burgemeester Damen Sportpark te Geleen in 1987 werd de tribune verder van het veld geplaatst, zodat er tijdens het Pinkpopfestival nog een podium voor kon worden gezet. Het festival keerde echter niet meer terug naar Geleen en sindsdien staat de Geleense tribune voor niets te ver van het veld.
- Tijdens het optreden van de Nederlandse band Doe Maar in 1983 op Pinkpop werden er appels geworpen naar het podium. Hierop reageerde de zanger van de band Henny Vrienten vermanend richting het publiek dat de appels richting de band wierp. De band stopte een jaar later. Voor de Limburgse band Janse Bagge Bend was deze editie echter hun grote doorbraak, na hun landelijke succes met de hit "Sollicitere".
- Het optreden van de Amerikaanse rockband Pearl Jam op Pinkpop 1992 (waarbij zanger Eddie Vedder vanaf een camerakraan in het publiek dook) is door luisteraars van NPO 3FM verkozen tot het hoogtepunt in de geschiedenis van Pinkpop. Organisator Jan Smeets heeft dit optreden tot zijn meest legendarische moment benoemd. Vedder droeg in 2018 hetzelfde shirt als in 1992 en kwam uitgebreid terug op de sprong destijds.
- De band Rage Against the Machine heeft op Pinkpop 1994 door middel van hun muziek zoveel mensen aangespoord om te springen en te stampen dat het een lichte aardbeving (1,0 op de schaal van Richter) veroorzaakte. Hetzelfde gebeurde op Pinkpop 1998 tijdens een optreden van Primus. Bij Primus werd er 1,3 op de schaal van Richter gemeten.
- In 1998 en 1999 werden de optredens ter plaatse van het Noordpodium gehouden in een tent. Deze Roskilde-tent had een capaciteit van circa 10.000 concertgangers. Enkele weken voor Pinkpop 2000 stond de tent opnieuw klaar, maar een zware storm verwoestte het bouwwerk. Sindsdien is het Noordpodium weer een openluchtpodium (met uitzondering van 2005).
- De edities van 2004 en 2005 vormen met slechts 36.000 en 20.000 bezoekers een dieptepunt in de recente geschiedenis van het festival.
- Amy Winehouse zegde haar optreden voor Pinkpop 2007 af; op het laatste moment werd Krezip gevonden als vervanger. Op 2009 moest Depeche Mode afzeggen; Placebo schoof een plaats op en werd dagafsluiter, ook deze keer werd het gat opgevuld door Krezip. In 2023 heeft een artiest ook op het laatste moment haar optreden afgezegd, Sera kwam daarvoor in de plaats.
- Voor het veertigjarig jubileum van het Pinkpopfestival wilde oprichter en directeur Jan Smeets een museum openen in Einighausen.[8] Grote headliner voor deze jubileumeditie was Bruce Springsteen.
- Een aantal artiesten heeft een liveoptreden gebruikt voor videoclips die werden uitgezonden op televisie, waaronder Krezip, Faithless, Within Temptation, DI-RECT, Slash, De Jeugd van Tegenwoordig en Gers Pardoel.
- De band Foo Fighters was op 2011 de afsluiter van het hoofdpodium op de maandag. Tijdens de song Learn to Fly begon het te regenen en scheen de zon tegelijkertijd waardoor er een regenboog ontstond.[9] Oorspronkelijk stond het optreden van de Foo Fighters van 21:00 tot 22:30 uur gepland, maar ze speelden tot 23:00 uur. In 2018 was er tijdens het optreden van de Foo Fighters weer een bijzonder fenomeen te zien: een vuurbal.[10]
- Tijdens de laatste dag van Pinkpop 2014 werd het programma tijdelijk opgeschort vanwege het noodweer dat over het Megalandterrein trok. Daardoor begon het optreden van Metallica niet om 20:45 maar om 21:50.[11]
- Op Pinkpop 2015 ging het optreden van de Foo Fighters niet door, omdat bandlid Dave Grohl eerder dat weekeinde zijn been had gebroken tijdens een festival in Göteborg. Pharrell Williams werd de afsluitende act en Triggerfinger werd opgeroepen om het gat te vullen. In 2018 kwamen de Foo Fighters terug om hun gemiste optreden goed te maken. Ook dat jaar speelden ze vooraf in Göteborg, waar een stuntman werd ingehuurd die zich - verkleed als Dave Grohl - van het podium liet vallen.[12]
- Met de optredens van The Rolling Stones op Pinkpop 2014 en Paul McCartney op Pinkpop 2016 ging een lang gekoesterde droom in vervulling voor Jan Smeets.[13]
- Tijdens de 49e editie van 2018 werd een recordaantal bezoekers getrokken: op de eerste dag (met Pearl Jam als afsluiter) waren 70.000 mensen aanwezig; 25.000 dag- en 45.000 weekeinde bezoekers.[14]
- Voor de 50e jubileumeditie van 2019 had organisator Jan Smeets een vergunning voor vier dagen aangevraagd, maar hier heeft hij uiteindelijk geen gebruik van gemaakt.[15]